# Hato Culantro
Hato Culantro è un comune (corregimiento) della Repubblica di Panama situato nel distretto di Mironó, comarca di Ngäbe-Buglé. Si estende su una superficie di 68,7 km² e conta una popolazione di 2.110 abitanti (censimento 2010).